# Pierre d’Avity
Pierre d’Avity (* 13. August 1573 in Tournon; † 2. März 1635 in Paris) war Seigneur (auch: Sieur) de Montmartin.

Pierre d’Avity; Stich von J. Picart, 1637

Seine Eltern waren Antoine Davity und Marguerite de Lestang. Am Jesuiten-Kollegium seiner Heimatstadt lernte er Griechisch, Latein, Italienisch und Spanisch. Sein Jurastudium in Toulouse brach er nach einer tödlich verlaufenen Notwehr gegen einen Mitstudenten ab. Er ging dann nach Paris, diente im Militär und stieg zum Kapitän der Infanterie auf. Mit dem Statthalter Moritz von Nassau nahm er an Feldzügen u. a. 1606 in Holland (Rheinberg) teil, danach mit dem Graf von Lesdiguières an der italienischen Front, auch im Kampf gegen die Hugenotten unter Richelieu und 1630 als Entsatz der Stadt Casale am Po, die im Mantuanischen Erbfolgekrieg von Marquis Spinola und der spanischen Armee belagert war.
Daneben hatte er Erfolg als Literat. 1599, 1601 in Paris und 1609 in Rouen brachte er seine lateinischen und französischen Gedichte, Briefe und Reden unter dem Titel Les Travaux sans travail heraus. 1611 in Lyon Panègyrica Mr. Desdiguières. Er fertigte eine elegante prosaische Übersetzung der Amores des Ovid und warf sie ins Feuer, als ein Freund meinte, er würde die Welt mit seiner Übersetzung mehr korrumpieren, als es der (heidnische) Poet mit dem Original getan habe. 1618 in Lyon Le Banissement des Folles Amours, mit der er Liederlichkeit anprangerte. 1624 in Paris Arret de mort exécute en la personne de Jean Giullot, Lyonais, architect, duement convaincu de l'horrible calomnie par lui imposé à ceux de La Rochelle und eine deutsche Übersetzung eines Teils seines Briefwechsels mit seinem Freund Montournois Wunderbarliche Entdeckung eines grausamen Vorhabens so denen von Roschellen falschlich zugelegt werden wollen: Beschrieben durch ein Sendbrieff des Herren von Montmartin an… Den Herren von Maison Neufue Montournois: itzo aber den Teutschen zur Warnung transferirt. 1625 in Paris Etat certain de ceux de la Religion en France wegen der religiösen Kämpfe unter Louis XIII.
Ab 1613 erschienen Teile seines Hauptwerks Les Estats, empires, et principautéz du monde : représentez par la description des pays, moeurs des habitans, richesses des provinces, les forces, le gouvernement, la religion, et les princes qui ont gouverné chacun estat; Avec l'origine de toutes les religions, et de tous les Chevaliers et Ordres militaires (auch Archontologia cosmica), das er bis zu seinem Tod verbesserte. Er unternahm historisch-geographische Forschungsreisen, 1620 für acht Monate in Italien und 1626 in Deutschland, auf denen er Material für sein Les Estates sammelte. Danach erschien die erste vollständige Edition.
Seine Gattin war Madeleine Fassion Sainte Jalle. Er hinterließ einen Sohn Claude d’Avity, der die Widmung in der zweiten Edition der Les Estates schrieb. Sie war zur Zeit von Pierres Tod gerade im Druck.